# Nuada monstrocaudatus
Nuada monstrocaudatus is een rondwormensoort. De wetenschappelijke naam van de soort is voor het eerst geldig gepubliceerd in 1970 door Vitiello.